# Gunnar Tedestål
Gunnar Tedestål, ursprungligen Svensson, född 21 februari 1934 i Fjälkinge, Kristianstads län, död 2011 i Vellinge, var en svensk ingenjör och teknisk direktör.

## Biografi
Tedestål avlade civilingenjörsexamen med inriktning elektroteknik vid Chalmers tekniska högskola och stannade kvar där några år och arbetade med utbildning och forskning om roterande elmaskiner. År 1962 började han på Sydkraft där han bland annat var med om uppbyggnaden av Karlshamnsverket. 

### Barsebäck
År 1967 började Tedestål arbeta med teknikfrågor vid uppbyggnaden av Barsebäcks kärnkraftverk. Ett av många teknikval var val av generator, där denna storleksklass sedan 1930-talet i allmänhet varit vätgaskyld. Tedestål förordade den konventionella utformningen, men ordern gick till Asea via Stal-Laval med en unik konstruktion med vattenkylning av både stator och rotor. Vattenkylningen var på flera sätt fördelaktig, men var känslig för läckage, något som visade sig vid generatorhaveriet och efterföljande brand i turbinhall på Barsebäck 1 den 13 april 1979. Haveriet medförde att även Barsebäck 2 stoppades då den hade samma konstruktion, men efter reparationer och omkonstruktioner kunde verken återstartas, och så småningom även Forsmark 1 och 2 som även de hade samma generatortyp.
Efter att den första reaktorn "Sofia" driftsatts 1975 skulle reaktor 2 driftsättas 1977. Den 21 mars 1977 tryckte Tedestål på knappen och verket driftsattes med namnet "Bengt".
Barsebäck 3 blev aldrig till, men Tedestål tillsammans med Elias Näslund drev projektet i full verksamhet 1975–1976 med 30-40 ingenjörer. Representanter från olika kommuner fanns också för det så kallade Sydvärmeprojektet. Till en början skulle Malmö, Lund, Landskrona och Helsingborg försörjas med fjärrvärme från värmen spilld från Barsebäck 3. Med stoppet tog Tedestål nya initiativ och Sydvärmeprojektet började studera om man med värmetappning kunde avleda ånga för värme från Barsebäck 1 och 2, vilket skulle räcka till att värma Malmö och Lund. God ekonomi skulle kunna uppnås då det konkurrerande naturgasprojektet inte skulle kunna ta dansk naturgas utan behöva kopplas till västtyska Ruhrgas. När olyckan vid Three Mile Island skedde i mars 1979 och en svensk folkomröstning kom på tal, låg beslutsunderlaget för Sydvärme för Malmö-Lund hos alla instanser, inklusive berörda kommuner för beslut att tas före sommaren. Utan nya reaktorer utöver de 12 svenska skulle inte reserver finnas vid avbrott och Tedeståls och Näslunds projekt lades ned.

### Oskarshamn och CLAB
År 1980 lämnade Tedestål Sydkraft och blev teknisk direktör och projektchef på OKG för samma arbete för Oskarshamn 3. Han hade därefter samma roll vid byggandet av Clab - centralt lager för använt bränsle - som kom att lokaliseras i anslutning till OKG. Därefter återvände Tedestål till Sydkraft.

### Senare verksamhet
Tedestål bedrev sedan egen konsultverksamhet och fick uppdrag för olika kraftverks- och nätutbyggnadsprojekt runtom i världen. Han intresserade sig för tunnelbyggen och deras risk- och säkerhetsanalyser, och gjorde sådana för Citytunneln i Malmö. I ett av sina sista uppdrag bidrog Tedestål till att klargöra hur och om det vid ett storskaligt elavbrott går att starta upp elnätet i Malmö med lokala produktionsresurser.

## Övrigt
Gunnar Tedestål invaldes 1986 som ledamot av Kungliga Ingenjörsvetenskapsakademien.